# 347336 Changmeemann
347336 Changmeemann è un asteroide della fascia principale. Scoperto nel 2007, presenta un'orbita caratterizzata da un semiasse maggiore pari a 3,1054431 au e da un'eccentricità di 0,0877440, inclinata di 8,38390° rispetto all'eclittica.